# Alaimus primitivus
Alaimus primitivus är en rundmaskart som beskrevs av De Man 1880. Alaimus primitivus ingår i släktet Alaimus och familjen Alaimidae. Arten är reproducerande i Sverige. Inga underarter finns listade i Catalogue of Life.